# Елементоорганічні сполуки
Елеме́нтооргані́чні сполу́ки — хімічні сполуки, що містять хімічний зв'язок вуглець-елемент, окрім тих випадків, коли сполука містить лише прості чи кратні зв'язки С—N, С—О, С—S и С—Hal. Саме зв'язки вуглець-елемент (окрім наведених вище) та такі їхні властивості як міцність, полярність тощо і визначають реакційну здатність елементоорганічних сполук.
Розділ хімії, що займається вивченням елементоорганічних сполук (хімія елементоорганічних сполук) розташований на границі між органічною та неорганічною хімією і тому був названий російським хіміком Олександром Несмєяновим «третім континентом хімії після органічної та неорганічної». Загалом, більшість елементоорганічних сполук синтезована в лабораторіях і доволі рідко зустрічаються в природі.
Чи не найважливішою групою елементоорганічних сполук є металоорганічні сполуки. Виділяють також деякі інші групи елементоорганічних сполук ґрунтуючись на природі елемента: борорганічні, силіційорганічні (кремнійорганічні), фосфорорганічні сполуки тощо. За іншою класифікацією розділяють похідні перехідних та неперехідних елементів. У випадку других часто виникають міцні хімічні зв’язки між перехідним металом та ненасиченою сполукою, що призводить до утворення особливих типів сполук, прикладом яких є фероцен.